# Nigerian National Petroleum Corporation
Nigerian National Petroleum Corporation (NNPC) er det statslige olieselskab i Nigeria. Gennem selskabet regulerer og deltager den nigerianske stat i landets olieindustri. Ifølge den nigerianske grundlov ejes alle mineraler, olie- og gasressourcer i landet af den nigerianske stat.
Koncernen blev etableret 1. april 1977 gennem en fusion mellem Nigerian National Oil Corporation og Federal Ministry of Mines and Power. I samarbejde med en række multinationale selskaber som Shell, ExxonMobil, Agip, Total og Chevron kontrollerer NNPC udvindingen af olie og gas i landet.
I december 2021 underskrev Nigerias føderale regering og Nigeria National Petroleum Corporation (NNPC) Ltd et aftalememorandum på N621 milliarder til at finansiere opførelsen af kritisk vejinfrastruktur i Nigeria.
NNPC Towers i Abuja er hovedkontoret for NNPC. Det er bygget med fire identiske tårne og ligger i Herbert Macaulay Way i Central Business District. NNPC har også kontorer i Lagos, Kaduna, Port Harcourt og Warri, samt et internationalt kontor i London.
9°03′13″N 7°29′02″Ø / 9.05348935°N 7.48381911°Ø